# Luigi Pallotti
Luigi Pallotti (Albano Laziale, 30 marzo 1829 – Roma, 31 luglio 1890) è stato un cardinale italiano.

## Biografia
Nacque ad Albano Laziale il 30 marzo 1829.
Papa Leone XIII lo elevò al rango di cardinale nel concistoro del 23 maggio 1887.
Morì a Roma il 31 luglio 1890 all'età di 61 anni.